# Краснинский сельсовет (Липецкая область)
Краснинский сельсове́т — сельское поселение в Краснинском районе Липецкой области. 
Административный центр — село Красное.

## История
В соответствии с законами Липецкой области №114-оз от 02.07.2004 и №126-оз от 23.09.2004 Краснинский сельсовет наделён статусом сельского поселения, установлены границы муниципального образования.

## Население
| 2010  | 2012  | 2013  | 2014  | 2015  | 2016  | 2017  |
| ----- | ----- | ----- | ----- | ----- | ----- | ----- |
| 4998  | ↘4939 | ↗4965 | ↘4918 | ↘4894 | ↘4848 | ↘4734 |
| 2018  | 2021  |       |       |       |       |       |
| ↘4665 | ↘4659 |       |       |       |       |       |

## Состав сельского поселения
| №  | Населённый пункт | Тип населённого пункта       | Население |
| -- | ---------------- | ---------------------------- | --------- |
| 1  | Бредихино        | деревня                      | 79        |
| 2  | Дегтевая         | деревня                      | 350       |
| 3  | Дерновка         | деревня                      | 80        |
| 4  | Епанчино         | деревня                      | 170       |
| 5  | Жуково           | деревня                      | 0         |
| 6  | Ильинка          | деревня                      | 0         |
| 7  | Каменка          | деревня                      | 36        |
| 8  | Красное          | село, административный центр | ↘3634     |
| 9  | Лимовая          | деревня                      | 90        |
| 10 | Лутошкино        | деревня                      | 57        |
| 11 | Машенино         | деревня                      | 19        |
| 12 | Переверзево      | деревня                      | 61        |
| 13 | Подкрасное       | деревня                      | 87        |
| 14 | Рождество        | село                         | 57        |
| 15 | Талица           | деревня                      | ↗21       |
| 16 | Хрущево          | село                         | 66        |

### Упразднённые населённые пункты
- Михайловка — упразднённая в 2001 году деревня[13].